# Глущенко, Иван Евдокимович
Иван Евдокимович Глу́щенко (15 (28) июля 1907 с. Лысянка, ныне Черкасской обл. — 4 декабря 1987, Москва) — советский агробиолог и селекционер. С 1956 г. — академик ВАСХНИЛ. Дважды лауреат Сталинской премии (1943, 1950). Лауреат Премии им. А. Н. Баха АН СССР (1951). Золотая медаль им. И. В. Мичурина ВАСХНИЛ (1955). Один из основоположников Советского Комитета Защиты Мира, многолетний член его Президиума, член Всемирного Совета Мира.

## Биография
Высшее образование получил в Харьковском агроэкономическом институте (1930). Учился в аспирантуре и работал в Одесском селекционно-генетическом Институте под руководством академика Т. Д. Лысенко (1936—1939).
Работал в Институте генетики АН СССР (1939—1965, с 1941 года — заведующий лабораторией генетики растений), в Почвенном институте ВАСХНИЛ (1965—1975, в должности заведующего лабораторией экспериментальной биологии сельскохозяйственных растений), во Всесоюзном институте прикладной молекулярной биологии и генетики ВАСХНИЛ (с 1976 года заведовал лабораторией биологии развития растений). В 1936—1939 гг. — секретарь редколлегии журнала «Яровизация», в 1947—1948 годах заместитель главного редактора журнала «Агробиология».
Глущенко занимал важное место среди соратников Лысенко, развивавших так называемую «мичуринскую агробиологию». Большинство его работ так или иначе связано с основными темами, которые разрабатывали «агробиологи»: дальне- и близкородственное опыление у растений-перекрестников, генетическая разнокачественность тканей, «прививочная гибридизация» пасленовых и крестоцветных, изучение природы химерных растений, изменчивость и наследование признаков в зависимости от условий среды. Он — автор (соавтор) более 300 работ, в том числе двух монографий.
Значительное место в его творчестве занимала пропаганда работ Мичурина и Лысенко.

## Признание
- Сталинская премия первой степени (1943) — за научную разработку и внедрение в сельское хозяйство способа посадки картофеля верхушками продовольственных клубней.
- Сталинская премия третьей степени (1950) — за научный труд «Вегетативная гибридизация растений» (1948). Книга переведена и издана также на болгарском, польском, румынском, венгерском, чешском, немецком и японском языках.

## Основные работы
- Глущенко И. Е. Вегетативная гибридизация растений. М: ОГИЗ-Сельхозгиз, 1948. 240 с.
- Глущенко И. Е. Академик Т. Д. Лысенко — выдающийся советский ученый. Стенограмма публичной лекции, прочитанной в Центр. лектории о-ва «Знание» в Москве. М. «Правда», тип. им. Сталина, 1949. 32 с.
- Глущенко И. Е. Мичуринская агробиологическая наука и её основные принципы. М., Гос. изд-во. сельскохозяйственной литературы, тип. «Красный пролетарий», 1949. 96 с.
- Глущенко И. Е., Савинская Н. В. Клоновая селекция картофеля, М, Изд-во АН СССР, 1956, 88 с.
- Глущенко И. Е. У зарубежных друзей. М, Изд-во АН СССР, 1957, 471 с.
- Глущенко И. Е. Наследственность и изменчивость культурных растений. М., Сельхозгиз, 1961. 552 с.
- Глущенко И. Е. Страны, встречи, ученые. Записки биолога. М., Изд-во АН СССР, 1963. 448 с.
- Глущенко И. Е. Беглые заметки о жизни (Воспоминания по памяти, письмам и документам), ч.1, М., 1979, 209 с.[1]
- Глущенко И. Е. Беглые заметки о жизни, ч.2 (научная и общественная деятельность, генетика и селекция сегодня). М., 1980. 547 с. (Хранятся в архиве РАН).[1]
- Глущенко И. Е. Два брата (Очерк из истории биологии — Воспоминания об академиках Николае Ивановиче и Сергее Ивановиче Вавиловых). М, 1986. 134 с. (Хранятся в архиве РАН)[2].